# Chiesa di San Martino a Fabio
La chiesa di San Martino a Fabio si trova a Fabio, frazione del comune di Vaiano, in provincia di Prato.
Documentata dal 1086, venne rifatta nel XII secolo. 
A partire dal XV secolo fu patronato della famiglia pratese dei Bizzocchi, che possedeva una villa nelle vicinanze. La chiesa conserva ancora uno stemma in arenaria della famiglia Bizzocchi (leone rampante che brandisce una scure) con un'iscrizione del 1493.
L'interno conserva due pale: nel coro un'Assunta (1550 circa), di Paolo degli Organi  o Niccolò Latini, con goffe figure ispirate da Fra Bartolomeo e una Madonna del Rosario, di artista pratese del primo Settecento, di piacevole gamma cromatica.

## Altre immagini

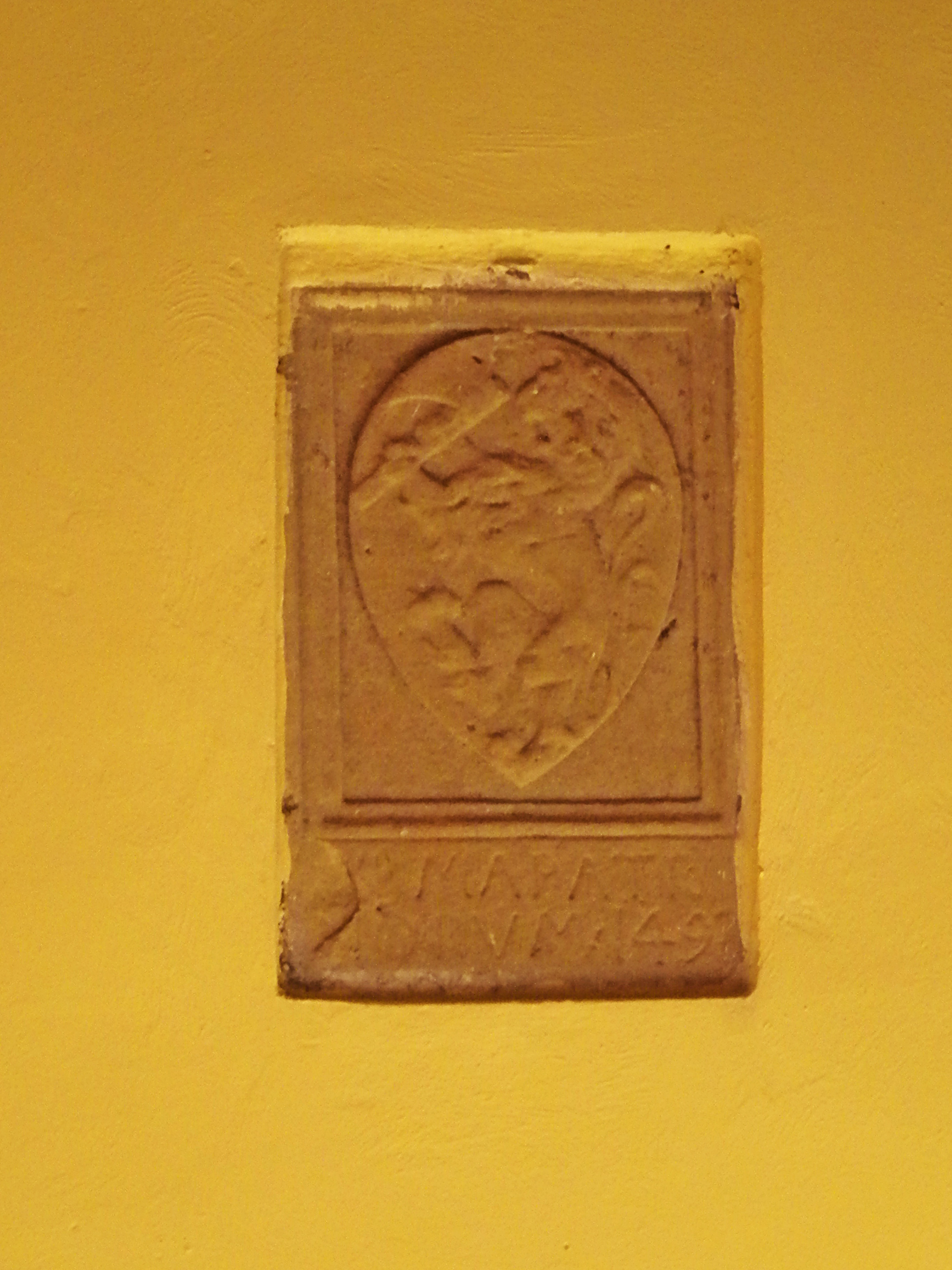
Stemma Bizzocchi nel portico
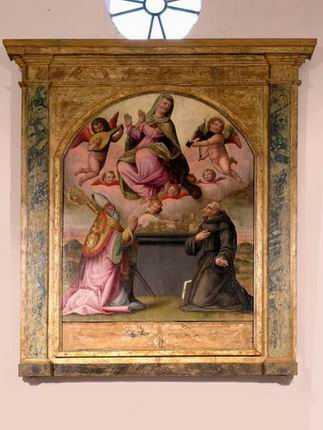
Assunta